# Kantons van Aude

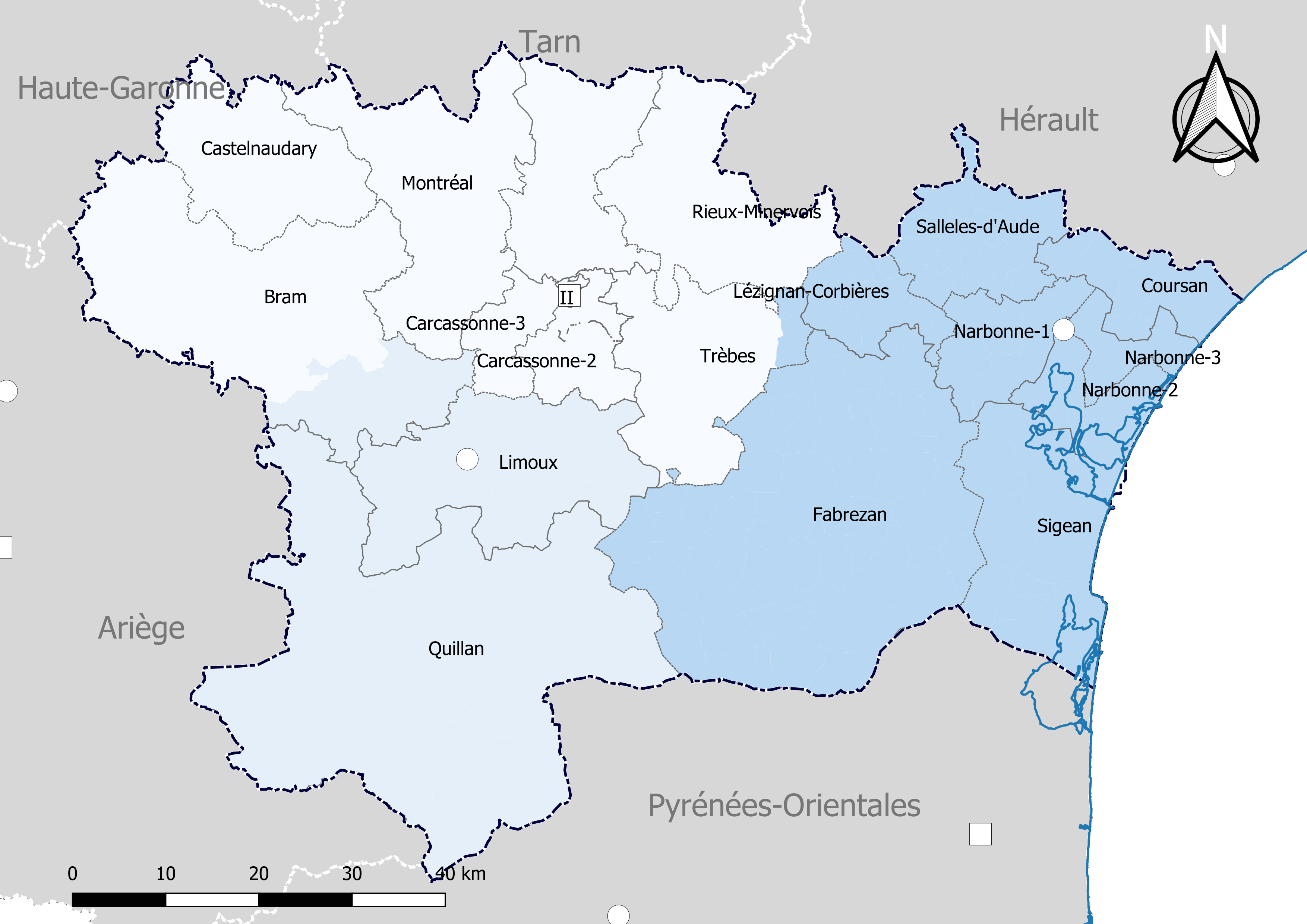
Kantons van het departement Aude, met de arrondissementen in blauwtinten - Toestand 31 december 2015.

Het Franse departement Aude (11) omvat, sinds de hervorming van de kantons die bij wet doorgevoerd werd in 2013 en voor het eerst toegepast bij de departementsverkiezingen van maart 2015, nog 19 in plaats van 35 kantons. In een aantal gevallen werden afgeschafte kantons in hun geheel toegevoegd aan reeds bestaande kantons, in andere gevallen werden de gemeenten van afgeschafte kantons verdeeld over verschillende bestaande kantons of werden geheel nieuwe kantons gevormd.
Het beoogde doel van de hervorming was kantons te vormen die naar inwoneraantal vergelijkbaar groot zijn (maximaal 20% afwijking van het gemiddelde voor het departement) zodat de vertegenwoordiging van elk kanton in de departementsraad (twee als koppel verkozen raadsleden per kanton) voortaan ook ongeveer een gelijk aantal inwoners zou vertegenwoordigen.
Het gemiddelde inwoneraantal voor een kanton in het departement bedraagt na de hervorming ongeveer 19.200 (pop. municipale 2013). De grootste afwijkingen hiervan zijn er voor Kanton Narbonne-1 (+28%) en Kanton Carcassonne-1 (-20%).

## Kantons van het departement Aude na de hervorming van 2013
Bij de hervorming van de kantons werd geen rekening gehouden met de bestaande arrondissementsgrenzen, als gevolg hiervan liggen kantons niet langer steeds binnen eenzelfde arrondissement.
| Kanton | Kanton                                 | Inwoners 2013* | Aantal gemeenten |
| ------ | -------------------------------------- | -------------- | ---------------- |
| 1      | Kanton La Piège au Razès               | 20.224         | 72               |
| 2      | Kanton Carcassonne-1                   | 15.308         | 1                |
| 3      | Kanton Carcassonne-2                   | 20.985         | 9                |
| 4      | Kanton Carcassonne-3                   | 21.716         | 7                |
| 5      | Kanton Le Bassin chaurien              | 22.153         | 22               |
| 6      | Kanton Les Basses Plaines de l'Aude    | 21.017         | 6                |
| 7      | Kanton Les Corbières                   | 16.043         | 54               |
| 8      | Kanton Le Lézignanais                  | 16.747         | 10               |
| 9      | Kanton La Région Limouxine             | 19.803         | 35               |
| 10     | Kanton La Malepère à la Montagne Noire | 16.840         | 27               |
| 11     | Kanton Narbonne-1                      | 24.609         | 5                |
| 12     | Kanton Narbonne-2                      | 19.714         | 3                |
| 13     | Kanton Narbonne-3                      | 18.841         | 1                |
| 14     | Kanton La Haute-Vallée de l'Aude       | 18.736         | 86               |
| 15     | Kanton Le Haut-Minervois               | 15.522         | 23               |
| 16     | Kanton Le Sud-Minervois                | 22.216         | 18               |
| 17     | Kanton Les Corbières Méditerranée      | 22.500         | 11               |
| 18     | Kanton La Montagne d’Alaric            | 15.665         | 29               |
| 19     | Kanton La Vallée de l'Orbiel           | 16.238         | 22               |

Bron: INSEE - *Inwoners 2013 = Population municipale

## Kantons van het departement Aude voor de hervorming van 2013

Arrondissementen en kantons van Aude voor de hervorming van 2013

| Arrondissement | Arrondissement | Kanton | Kanton             |
| -------------- | -------------- | ------ | ------------------ |
| 2              | Limoux         | 1      | Alaigne            |
| 1              | Carcassonne    | 2      | Alzonne            |
| 2              | Limoux         | 3      | Axat               |
| 2              | Limoux         | 4      | Belcaire           |
| 1              | Carcassonne    | 5      | Belpech            |
| 1              | Carcassonne    | 6      | Capendu            |
| 1              | Carcassonne    | 7      | Carcassonne-Est    |
| 1              | Carcassonne    | 8      | Carcassonne-Nord   |
| 1              | Carcassonne    | 9      | Castelnaudary-Nord |
| 1              | Carcassonne    | 10     | Castelnaudary-Sud  |
| 2              | Limoux         | 11     | Chalabre           |
| 1              | Carcassonne    | 12     | Conques-sur-Orbiel |
| 2              | Limoux         | 13     | Couiza             |
| 3              | Narbonne       | 14     | Coursan            |
| 3              | Narbonne       | 15     | Durban-Corbières   |
| 1              | Carcassonne    | 16     | Fanjeaux           |
| 3              | Narbonne       | 17     | Ginestas           |
| 1              | Carcassonne    | 18     | Lagrasse           |
| 3              | Narbonne       | 19     | Lézignan-Corbières |
| 2              | Limoux         | 20     | Limoux             |
| 1              | Carcassonne    | 21     | Mas-Cabardès       |
| 1              | Carcassonne    | 22     | Montréal           |
| 1              | Carcassonne    | 23     | Mouthoumet         |
| 3              | Narbonne       | 24     | Narbonne-Est       |
| 1              | Carcassonne    | 25     | Peyriac-Minervois  |
| 2              | Limoux         | 26     | Quillan            |
| 2              | Limoux         | 27     | Saint-Hilaire      |
| 1              | Carcassonne    | 28     | Saissac            |
| 1              | Carcassonne    | 29     | Salles-sur-l'Hers  |
| 3              | Narbonne       | 30     | Sigean             |
| 3              | Narbonne       | 31     | Tuchan             |
| 1              | Carcassonne    | 32     | Carcassonne-Sud    |
| 3              | Narbonne       | 33     | Narbonne-Ouest     |
| 3              | Narbonne       | 34     | Narbonne-Sud       |
| 1              | Carcassonne    | 35     | Carcassonne-Centre |